# Djoumbé Fatima
Djoumbé Fatima, o Djoumbé Soudi (Ouallah, 1837 – Mayotte, 1878), è stata regina regnante di Mohéli dal 1842 al 1865 e dal 1874 al 1878.

## Biografia
Mohéli è un'isola delle Comore non lontana da Zanzibar, già sultanato autonomo dal 1830 al 1909 sotto un ramo cadetto della dinastia Merina, sovrani del Madagascar.
Djoumbé Fatima succedette, in quanto unica erede, al re Ramanetaka, suo padre e cugino di Radama I, all'età di cinque anni sotto la tutela della regina madre Ravao. Questa si risposò con Tsivandini, ex consigliere del sovrano defunto, che si affaccendò per far sposare la principessa a un congiunto del sultano di Zanzibar. Il regno fu subito caratterizzato da un periodo di poteri contestati e la posizione sul trono di Fatima rifletteva questa turbolenza. La reggente divorziò dal secondo consorte e i francesi intervennero subito.
La Francia, desiderosa di colonizzare l'Africa sudorientale insulare, pose dunque fine al vassallaggio tra Mohéli e i sultanati di Zanzibar e Oman, alleati della Gran Bretagna. Inviò al palazzo reale di Fomboni madame Droit, severa governante con il preciso compito di francesizzare la principessa che il 26 maggio 1849 fu incoronata.
Nel 1851 i notabili locali proposero alla regina le nozze con il principe zanzibarino Said Mohammed bin Nasser Mkadar che inizialmente non accettò causando un forte malcontento tra i sudditi. Il popolo, infatti, pensava che il rifiuto fosse dovuto al fatto che il giovane era musulmano sunnita. La precettrice francese fu subito allontanata e la sovrana, un anno dopo, si recò a Zanzibar per il matrimonio indossando il costume femminile arabo che poi porterà ininterrottamente.
Sempre in quell'anno costituì l'Ordine della Stella, la più alta onorificenza del regno, tuttora patrocinato dai suoi discendenti. Il principe consorte esercitò un importante ruolo nel governo dell'isola. La sultana però non gradiva la pesante influenza di Zanzibar e chiese aiuto alla Francia. Nel 1860 al principe, di ritorno dall'isola natale, venne interdetto l'ingresso nel palazzo e un anno più tardi morì precocemente. Fatima allora si risposò con il sultano di Anjouan Saidi Omar, ma l'unione durò pochissimo.
Nel 1865 l'esploratore Joseph Lambert, originario di Nantes e consigliere del re malgascio Radama II, convinse la regina, con la quale intrattenne anche una relazione privata, a firmare una convenzione che l'avrebbe resa proprietaria di tutte le terre del regno, onde valorizzarle. Il progetto non andò in porto. Nel 1867 Fatima abdicò in favore del primogenito Mohammed che denunciò l'iniquità del contratto. Lambert si rivolse al suo Paese che fece bombardare Mohéli. L'ex sovrana si rifugiò a Zanzibar per poi raggiungere Parigi al fine di chiedere l'intervento dell'imperatore Napoleone III.
Dopo la morte di Lambert (il quale, sotto la protezione regia, condizionò gli affari pubblici dell'isola) e del figlio, Fatima risalì sul trono nel 1874. Il commerciante francese Émile Fleuriot de Langle (1837-1881) fu incaricato della gestione dei beni di Lambert. La regina avrà da lui due figli, tra cui Salima ultima sultana di Mohéli.
Una certa tranquillità si verificò soltanto in quest'ultimo periodo del regno. La sultana morì nel 1878 a quarantuno anni nella vicina isola Mayotte e fu sepolta a Fomboni.

## Galleria d'immagini

Carta di Mohéli
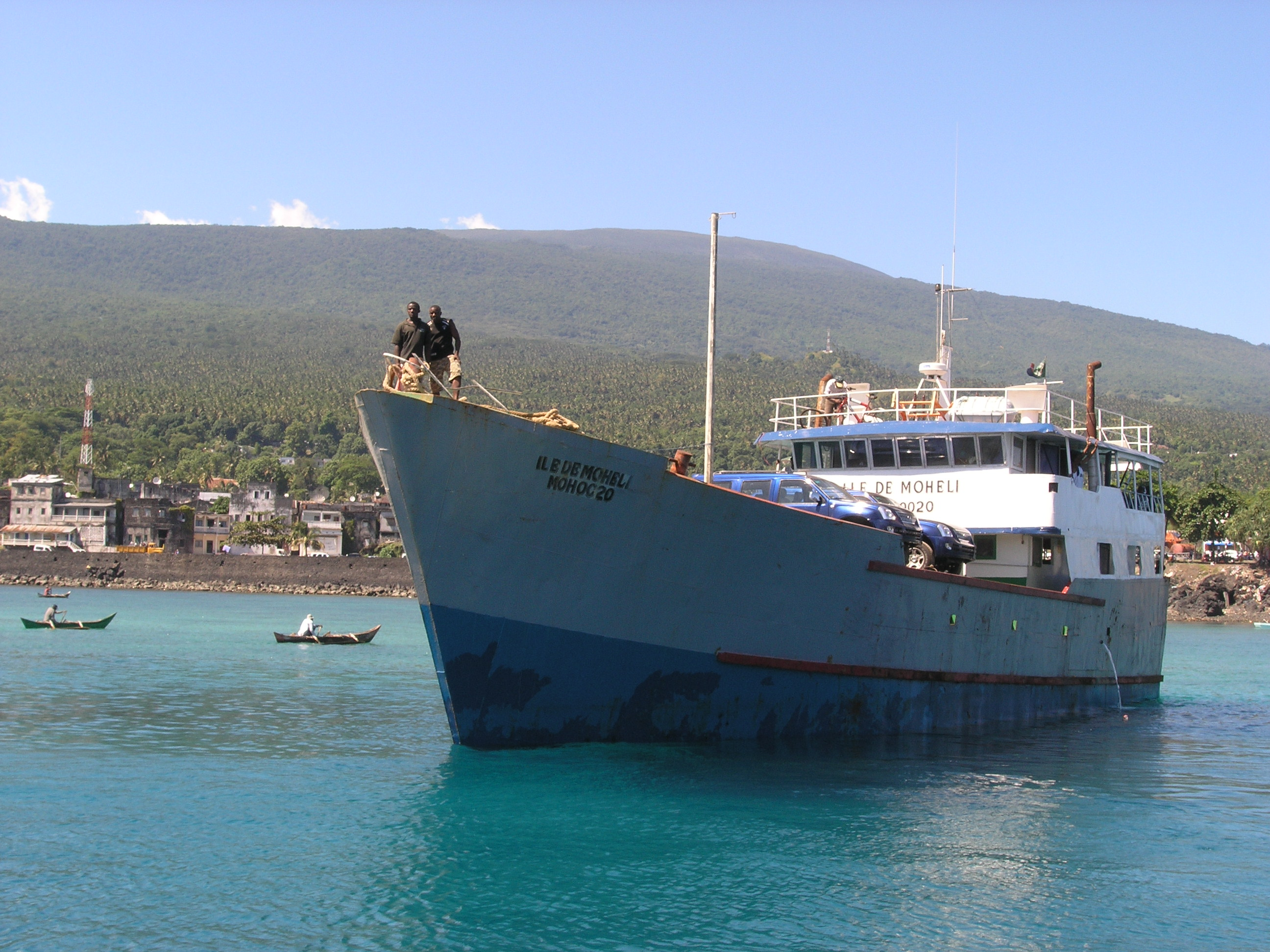
Il porto di Fomboni
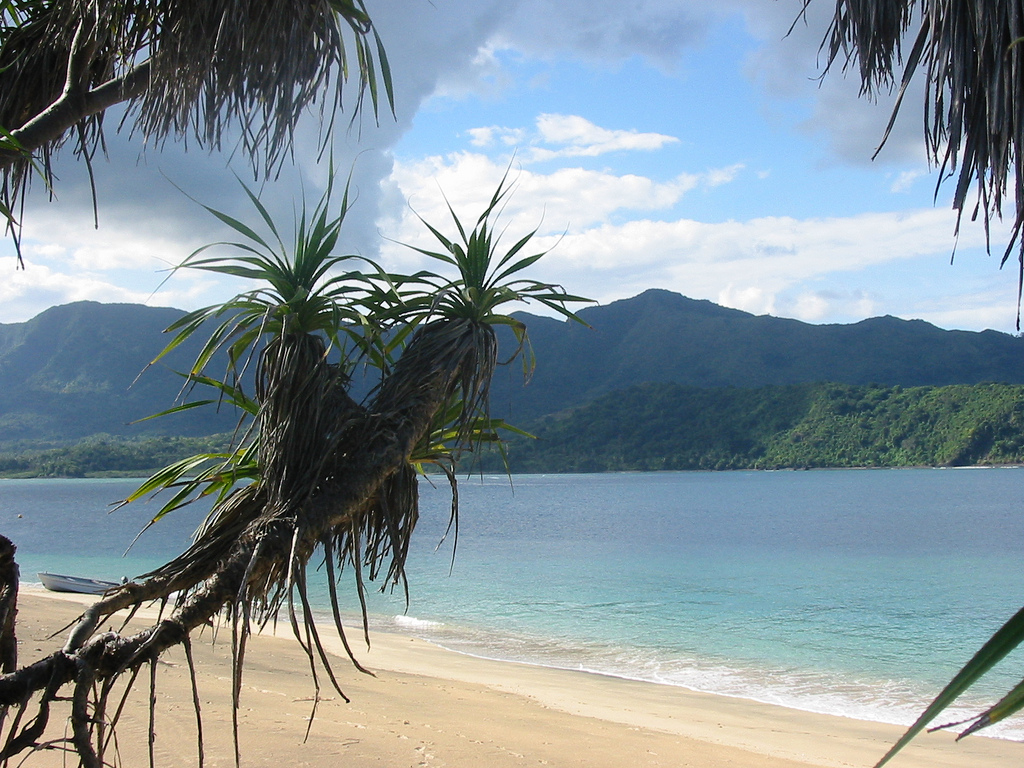
Una spiaggia a Mohéli
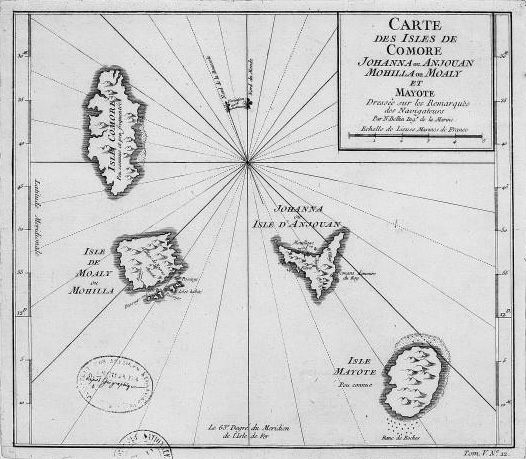
Mappa delle Comore
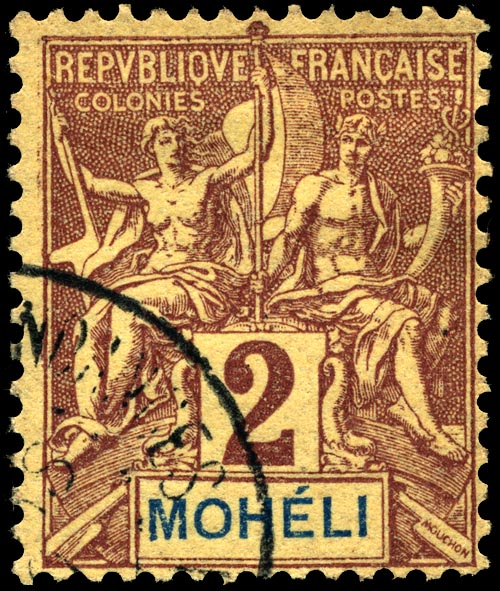
Francobollo del sultanato
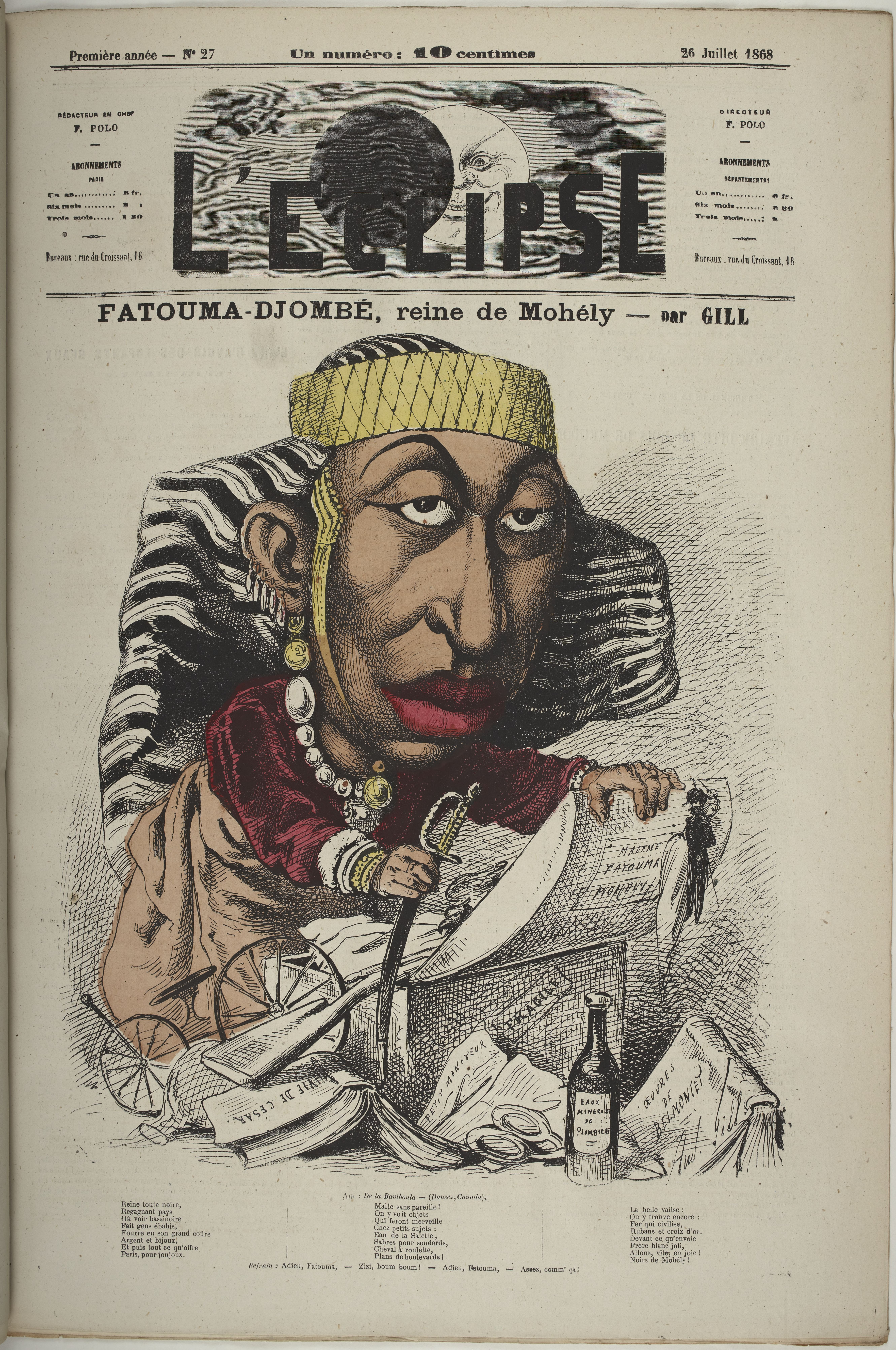
Caricatura di Fatima
L'Ordine reale della Stella

La regina ha avuto i primi tre figli dal principe consorte Said, gli altri due da Émile Fleuriot de Langle:
- Mohammed bin Saidi Hamadi Makadara (1859-1874), sultano di Mohéli (1865-1874) dopo la sua abdicazione;
- Abderremane bin Saidi Hamadi Makadara (1860-1885), sultano di Mohéli (1878-1885) alla morte della regina, fu assassinato;
- Mahmudu bin Mohammed Makadara (1863-1898), tutore della sorellastra Salima, non gradito alla Francia, venne estromesso;
- Bakoko (morto nel 1901), principe di Mohéli, la cagionevole salute gli precluse l'accesso al trono;
- Salima (1874-1964), ultima sultana di Mohéli (1886-1909). Sopravvive la sua discendenza.